# Silver How
Silver How är en kulle i Storbritannien.   Den ligger i grevskapet Cumbria och riksdelen England, i den centrala delen av landet, 400 km nordväst om huvudstaden London. Toppen på Silver How är 395 meter över havet. Silver How ingår i Cumbrian Mountains.
Terrängen runt Silver How är kuperad.Runt Silver How är det ganska tätbefolkat, med 60 invånare per kvadratkilometer. Närmaste större samhälle är Ambleside, 5,8 km öster om Silver How. Trakten runt Silver How består i huvudsak av gräsmarker.